# Primi ministri di Mauritius
Il Primo ministro di Mauritius è il capo di governo dello stato insulare di Mauritius. La carica è ufficiale dall'indipendenza del Regno Unito dal 1968.
| Immagine | Nome cognome (nascita - morte)          | Partito politico                | Durata della carica |
| -------- | --------------------------------------- | ------------------------------- | ------------------- |
|          | Seewoosagur Ramgoolam (1900 - 1985)     | Partito Laburista               | 1968 - 1982         |
|          | Anerood Jugnauth (1930 - 2021)          | Movimento Socialista Mauriziano | 1982 - 1995         |
|          | Navinchandra Ramgoolam (1947 - vivente) | Partito Laburista               | 1995 - 2000         |
|          | Anerood Jugnauth (1930 - 2021)          | Movimento Socialista Militante  | 2000 - 2003         |
|          | Paul Bérenger (1945 - vivente)          | Movimento Militante Mauriziano  | 2003 - 2005         |
|          | Navinchandra Ramgoolam (1947 - vivente) | Partito Laburista               | 2005 - 2014         |
|          | Anerood Jugnauth (1930 - 2021)          | Movimento Socialista Militante  | 2014 - 2017         |
|          | Pravind Jugnauth (1961 - vivente)       | Movimento Socialista Militante  | 2017 - 2024         |
|          | Navinchandra Ramgoolam (1947 -vivente)  | Partito Laburista               | 2024 - in carica    |